# Aconitum subvillosum
Aconitum subvillosum là một loài thực vật có hoa trong họ Mao lương. Loài này được Vorosch. mô tả khoa học đầu tiên năm 1960.